# Germán Luco Cruchaga
Germán Luco Cruchaga (Santiago, 1894—ibíd., 2 de junio de 1936) fue un escritor, pintor, periodista y dramaturgo chileno. Destacó particularmente en su faceta de autor teatral, habiendo escrito una de las obras más clásicas del teatro chileno, La viuda de Apablaza.

## Biografía
Pertenecía a una familia de escritores: sus primos Juan Guzmán Cruchaga y Ángel Cruchaga Santa María obtuvieron ambos el Premio Nacional de Literatura. Estudió en el Seminario Conciliar de Santiago y posteriormente fue alumno de la Escuela de Bellas Artes. A los dieciséis años comenzó a colaborar como dibujante en las revistas Corre-Vuela y Sin-Sal y luego fue caricaturista e ilustrador en la editorial Zig-Zag, donde firmaba con el seudónimo «Whisky». En esa editorial dio también sus primeros pasos como periodista, trabajando en las revistas satíricas La Tribuna Ilustrada y El Tanque, la cual ayudaría a fundar. Entre 1919 y 1924, Luco vivió en Buenos Aires, donde se radicó para dirigir la revista Chile, medio de difusión cultural y comercial chileno en Argentina, que lo convirtieron en un embajador de facto de la cultura chilena. De regreso en Chile, dirigió el diario La Patria de la ciudad de Concepción, entre 1924 y 1926. Posteriormente abandonó la vida intelectual y se radicó en Quitrahué, en las cercanías de Villarrica, dedicándose a administrar el fundo del padre de su esposa, Marta Vargas, pero siguió contribuyendo con el Correo de Valdivia, enviando escritos literarios bajo el seudónimo de Zacarías Quitralhué.
Su primera obra fue Amo y Señor, estrenada el 18 de febrero de 1926 en el Teatro Esmeralda de Santiago por la compañía de Evaristo Lillo. Dos años más tarde, estrenó la comedia costumbrista en tres actos La viuda de Apablaza, en el Teatro La Comedia. Ambas obras fueron unánimemente celebradas por la crítica especializada. La viuda de Apablaza fue posteriormente repuesta en el Teatro Antonio Varas bajo la dirección de Pedro de la Barra con la compañía del Teatro Experimental de la Universidad de Chile.  Luco escribió dos obras más, las cuales entregó a la compañía de Alejandro Flores y Rafael Frontaura: Miss Rod (la cual nunca se estrenó) y Bailahuén. Durante un breve lapso en 1932, ofició como director del diario La Nación, y luego fue director de las oficinas en Santiago del diario El Sur de Concepción.
Falleció repentinamente en el invierno de 1936, en plena calle, tras una visita a su amigo enfermo, Evaristo Lillo. Al momento de su muerte, dejó varias obras dramáticas y narrativas sin estrenar ni publicar.